# Pérez (Familienname)

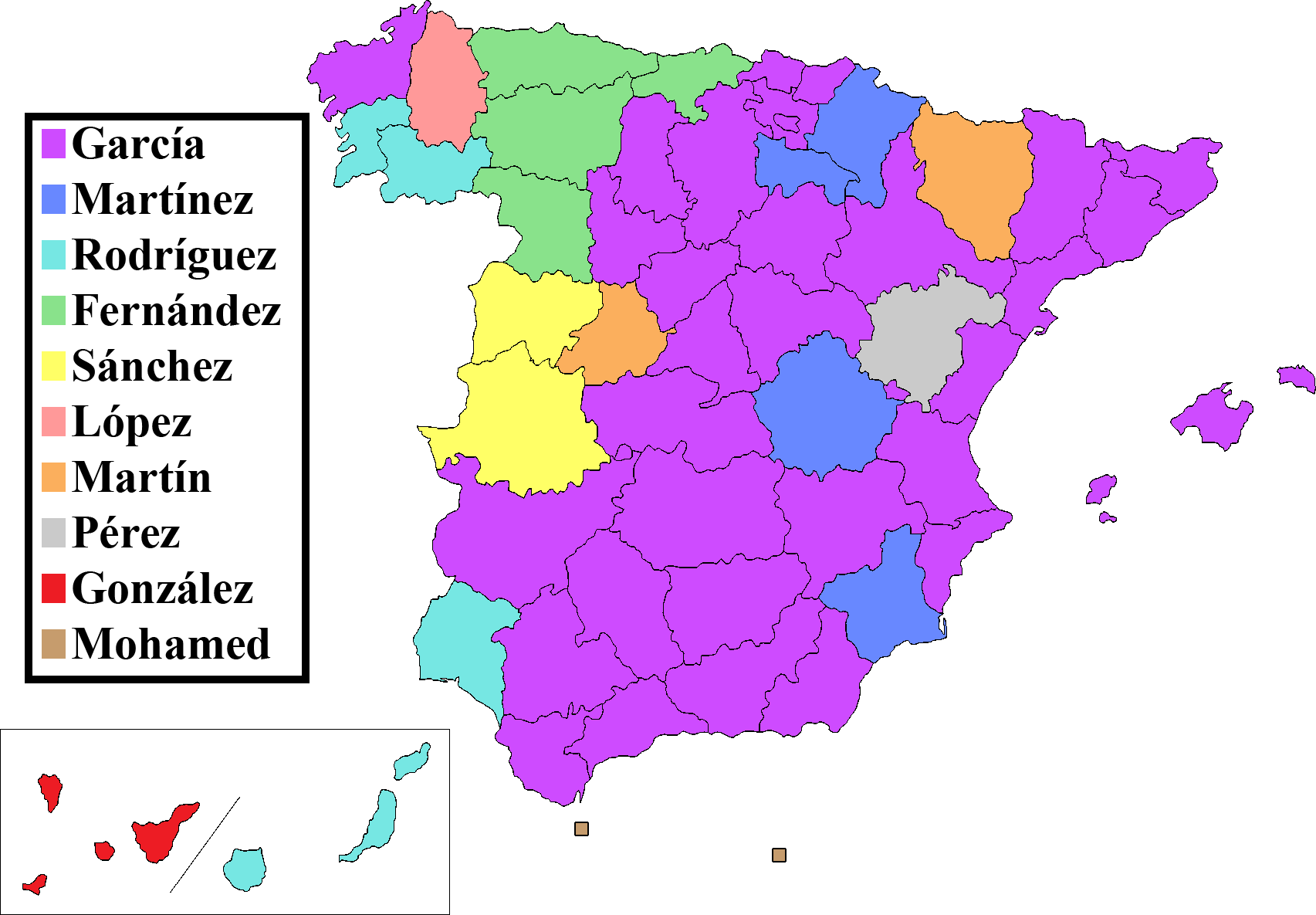
Die meistverbreiteten Familiennamen in Spanien

Pérez ist ein Familienname.

## Herkunft und Bedeutung
Der spanische Name Pérez ist eine patronymische Bildung mit der Bedeutung „Sohn des Peter“.
In anderen Sprachen kann ein gleichlautender Name auf den biblischen hebräischen Namen Perez („Riss, Durchbruch“) des Sohnes der Tamar und Vorfahren König Davids zurückgehen.

## Varianten
Varianten und ähnliche klingende Namen anderen Ursprungs:
- Peres, Peress, Peretz, Perec, Perutz, Perres

## Namensträger

### A
- Abdelkader Perez (vor 1723–nach 1737), marokkanischer Admiral und Diplomat
- Adolfo Pérez (1897–1977), argentinischer Bandoneonist, Bandleader und Tangokomponist
- Adolfo Pérez Esquivel (* 1931), argentinischer Bildhauer, Architekt und Bürgerrechtler
- Adriana Pérez (* 1992), venezolanische Tennisspielerin
- Agustín Pérez Pardella (1928–2004), argentinischer Schriftsteller
- Ailyn Pérez (* 1979), US-amerikanische Opernsängerin (Sopran)
- Aitor Pérez (* 1977), spanischer Radrennfahrer
- Alain Pérez (* 1977), kubanischer Musiker
- Alan Pérez (* 1982), spanischer Radrennfahrer
- Alejandro Pérez (* 1975), mexikanischer Fußballspieler
- Alejandro Marañón Pérez (* 1977), spanischer Fußballspieler
- Alejo Pérez (* 1974), argentinischer Dirigent
- Álex Pérez (* 1991), spanischer Fußballspieler
- Alfonso Pérez (Boxer) (* 1949), kolumbianischer Boxer
- Alfonso Pérez Muñoz (* 1972), spanischer Fußballspieler
- Alfredo Pérez (Fußballspieler) (1924–1994), argentinischer Fußballspieler
- Alfredo Pérez (Boxer) (* 1952), venezolanischer Boxer
- Alfredo Perez (Tennisspieler) (* 1997), US-amerikanischer Tennisspieler
- Alfredo Pérez Rubalcaba (1951–2019), spanischer Politiker (PSOE)
- Alfredo Rogerio Pérez Bravo (* 1956), mexikanischer Diplomat
- Alonso Pérez de Guzmán (1550–1615), spanischer Grande
- Alonso Guerrero Pérez (* 1962), spanischer Schriftsteller und Lehrer
- Álvaro Mon Pérez (* 1962), kolumbianischer Ordensgeistlicher, Apostolischer Vikar von Puerto Carreño
- Álvaro Pérez Méndez (* 2005), spanischer Handballtorwart
- Amanda Perez (Sängerin) (* 1980), US-amerikanische Sängerin und Produzentin
- Amanda Perez (Fußballspielerin) (* 1994), mexikanisch-US-amerikanische Fußballspielerin
- Amaurys Pérez (* 1976), italienischer Wasserballspieler
- Ana Perez (Schiedsrichterin) (* 1969), peruanische Fußballschiedsrichterin
- Ana Pérez (Turnerin) (* 1997), spanische Geräteturnerin
- Ana Perez Box (* 1995), spanische Judoka
- Ana Lilia Pérez (* 1976), mexikanische Journalistin und Autorin
- Ana Munoz-Perez (* 1966), spanische Fußballspielerin
- Andrea del Rocío Cosme Pérez (* 2001), mexikanische Handballspielerin, siehe Andrea Cosme
- Andres Perez (* 1988), puerto-ricanischer Fußballspieler
- Ángel Pérez (Kanute) (* 1971), kubanisch-US-amerikanischer Kanute
- Ángel Pérez de Inestrosa (* 1986), spanischer Handballspieler
- Angel Garachana Pérez (* 1944), spanischer Priester, Bischof von San Pedro Sula
- Ángel Javier Pérez Pueyo (* 1956), spanischer Geistlicher, Bischof von Barbastro-Monzón
- Anna Maria Perez de Taglé (* 1990), US-amerikanische Schauspielerin und Sängerin
- Anthony Perez (* 1991), französischer Radrennfahrer
- Antonio Pérez (Staatsmann) (1534–1611), spanischer Höfling
- Antonio Pérez (Benediktiner) (1559–1637), spanischer Benediktiner, Theologe und Bischof
- Antonio Pérez (Jesuit) (1599–1649), spanischer Jesuit und Philosoph
- Antonio Pérez (Gitarrist) (1835–1900), spanischer Gitarrist
- Antonio Pérez (Schwimmer) (* 1944), spanischer Schwimmer
- Antonio Pérez Abellán (* 1969), spanischer Pianist und Musikpädagoge
- Antonio Pérez Olea (1923–2005), spanischer Filmkomponist
- Armando Pérez (* 1965), kubanischer Tennisspieler
- Arturo Pérez-Reverte (* 1951), spanischer Schriftsteller
- Asela de Armas Pérez (1954–2021), kubanische Schachspielerin
- Asunción Gómez-Pérez (* 1967), spanische Informatikerin und Hochschullehrerin
- Atilano Pérez († 2006), kolumbianischer Journalist
- Augusto Pérez Palacios (1909–2002), mexikanischer Architekt
- Ayoze Pérez (* 1993), spanischer Fußballspieler

### B
- Bartolomé Pérez Casas (1873–1956), spanischer Komponist, Dirigent und Musikpädagoge
- Bartolomé Pérez (de la Dehesa) (1634–1698), spanischer Maler und Bühnenbildner
- Belle Pérez (* 1976), belgische Sängerin
- Benito Pérez Bao (Moreno; 1911–1980), spanischer Fußballspieler
- Benito Pérez Brito (1747–1813), spanischer Offizier und Kolonialverwalter, Vizekönig von Neugranada
- Benito Pérez Galdós (1843–1920), spanischer Schriftsteller
- Bibiana Perez (* 1970), italienische Skirennläuferin
- Blas Pérez (* 1981), panamaischer Fußballspieler
- Brandon Pérez (* 2000), US-amerikanisch-venezolanischer Tennisspieler
- Brian Perez (* 1986), gibraltarischer Fußballspieler

### C
- Camila Pérez (* 1988), uruguayische Leichtathletin
- Camphers Pérez (Camphers Santiago Pérez Bermúdez, * 1998), nicaraguanischer Fußballspieler
- Càndida Pérez i Martínez (1893–1989), katalanische Coupletsängerin und Komponistin
- Carles Pérez (* 1998), spanischer Fußballspieler
- Carlos Pérez (Fußballspieler), kolumbianischer Fußballspieler
- Carlos Pérez (Leichtathlet) (* 1935), spanischer Langstreckenläufer
- Carlos Pérez (Speerwerfer) (* 1964), spanischer Speerwerfer
- Carlos Pérez (Handballspieler) (* 1971), ungarischer Handballspieler
- Carlos Pérez (Gitarrist) (* 1976), chilenischer Gitarrist
- Carlos Perez (Künstler) (* 1981), guatemaltekischer Künstler
- Carlos Pérez (Inline-Speedskater), kolumbianischer Inline-Speedskater
- Carlos Pérez (Kanute) (* 1979), spanischer Kanute
- Carlos Pérez Siquier (1930–2021), spanischer Fotograf
- Carlos Pérez Soto (* 1954), chilenischer Physiker
- Carlos Andrés Pérez (1922–2010), venezolanischer Politiker, Staatspräsident 1974 bis 1979 und 1989 bis 1993
- Carlos Blanco Pérez (* 1986), spanischer Schriftsteller, Ägyptologe, Philosoph, Chemiker und ehemaliges Wunderkind
- Carlota Pérez (* 1939), venezolanische Wirtschaftswissenschaftlerin
- Carolina Pérez Pallares (* 1980), ecuadorianisch-chilenische Malerin
- Caroline Criado-Perez (* 1984), britische Journalistin
- Cástor Oswaldo Azuaje Pérez (1951–2021), venezolanischer Ordensgeistlicher, Bischof von Trujillo
- Catalina Pérez (Fußballspielerin, 1989) (* 1989), argentinische Fußballspielerin
- Catalina Pérez Jaramillo (* 1994), kolumbianische Fußballspielerin
- Catalina Saavedra Pérez (* 1968), chilenische Schauspielerin, siehe Catalina Saavedra
- Catana Pérez de Cuello (1948–2019), dominikanische Pianistin und Musikwissenschaftlerin
- César Pérez (Fußballspieler) (* 2002), chilenischer Fußballspieler
- César Pérez (Leichtathlet) (* 1975), spanischer Hindernisläufer
- César Pérez (Politiker), kolumbianischer Politiker
- César Pérez Sentenat (1896–1973), kubanischer Pianist und Komponist
- Chancharras Pérez, mexikanischer Fußballspieler
- Christian Perez (Fußballspieler, 1963) (* 1963), französischer Fußballspieler
- Christian Perez (Reiter), italienischer Westernreiter
- Christian Perez (Dartspieler) (* 1982), philippinischer Dartspieler
- Christian Pérez (Fußballspieler, März 1990) (* 1990), mexikanischer Fußballspieler
- Christian Pérez (Fußballspieler, Mai 1990) (* 1990), uruguayischer Fußballspieler
- Claudio Pérez (Radsportler) (* 1957), venezolanischer Radrennfahrer
- Claudio Pérez (Fußballspieler) (* 1985), argentinischer Fußballspieler
- Claudio Federico Stegmann Pérez Millán (1833–1887), argentinischer Politiker
- Craig Santos Perez (* 1980), US-amerikanischer Dichter, Essayist, Universitätsprofessor und Verleger
- Cristina Pérez (* 1965), spanische Sprinterin
- Cristóbal Pérez (* 1952), kolumbianischer Radrennfahrer
- Conrado Pérez (Conrado Pérez Armenteros; * 1950), kubanischer Basketballspieler
- Cosme Pérez, eigentlicher Name von Juan Rana (1593–1673), spanischer Schauspieler und Komiker
- Cristo Ramón González Pérez (* 1997), spanischer Fußballspieler, siehe Cristo (Fußballspieler)

### D
- Dámaso Pérez Prado, bekannt als Pérez Prado (1916–1989), kubanischer Musiker und Komponist
- Daniel Ayala Pérez (1906–1975), mexikanischer Komponist
- Daniel Pérez (Fußballspieler, 1953) (1953–2017), argentinischer Fußballspieler
- Daniel Pérez (Fußballspieler, 1975) (* 1975), argentinisch-chilenischer Fußballspieler
- Daniel Rodríguez Pérez (Txiki, * 1977), spanischer Fußballspieler
- Daniel Pérez (Basketballspieler) (* 1984), paraguayischer Basketballspieler
- Daniel Pérez (Judoka) (* 1993), spanischer Judoka
- Daniel Pérez (Fußballspieler, 2002) (* 2002), venezolanischer Fußballspieler
- Daniel Pérez (Trampolinturner) (* 2003), spanischer Trampolinturner
- Danilo Pérez (* 1965), panamaischer Jazzpianist
- Darleys Pérez (* 1983), kolumbianischer Boxer
- Darwin Pérez (* 1977), chilenischer Fußballspieler
- David Pérez García (Politiker) (* 1972), spanischer Politiker
- David Pérez García (Mathematiker) (David Pérez-García; * 1977), spanischer Mathematiker
- David Pérez Sanz (* 1994), spanischer Tennisspieler
- David Arias Pérez (1929–2019), spanischer Ordensgeistlicher, Weihbischof in Newark
- David Garza Pérez (* 1988), mexikanischer Autorennfahrer
- Davide Perez (1711–1778), italienischer Opernkomponist
- Denis Perez (* 1965), französischer Eishockeyspieler und -trainer
- Desiderio Pérez (* 1986), spanischer Eishockeyspieler
- Diana Pérez (* 1989), mexikanische Fußballschiedsrichterin
- Diego Pérez (Tennisspieler) (* 1962), uruguayischer Tennisspieler
- Diego Pérez (Fußballspieler, 1979) (* 1979), uruguayischer Fußballspieler
- Diego Pérez (Fußballspieler, 1980) (* 1980), uruguayischer Fußballspieler
- Diego Pérez (Golfspieler), uruguayischer Golfspieler
- Diego Pérez (Hockeyspieler), uruguayischer Hockeyspieler
- Diego Pérez (Eishockeyspieler) (* 1988), spanischer Eishockeyspieler
- Diego Pérez (Rollstuhltennisspieler) (* 1989), chilenischer Rollstuhltennisspieler
- Diego Pérez (Rennfahrer) (* 1997), spanischer Motorradrennfahrer
- Domingo Salvador Pérez (1936–2024), uruguayischer Fußballspieler
- Domingo Pérez Minik (1903–1989), spanischer Schriftsteller
- Domingo Pérez de Guzmán y Silva (1691–1739), spanischer Edelmann, Graf von Niebla, Herzog von Medina-Sidonia, Marquis von Cazaza
- Dora Pérez de Zárate (1912–2001), panamaische Lehrerin, Volkskundlerin und Autorin

### E
- Eddie Pérez († 2013), puerto-ricanischer Saxophonist
- Edison Pérez Núñez (* 1936), peruanischer Fußballschiedsrichter
- Eduardo Valdez Pérez del Castillo (* 1920), peruanischer Diplomat
- Elba Rosa Pérez Montoya (* 1960), kubanische Politikerin
- Ellen Perez (* 1995), australische Tennisspielerin
- Emili Pérez (* 1966), andorranischer Radrennfahrer
- Emilio Perez (* 1972), US-amerikanischer Maler
- Emilio Pérez Touriño (* 1948), spanischer Wirtschaftswissenschaftler und Politiker
- Eneida Pérez (* 1964), dominikanische Schachspielerin und Künstlerin
- Enis Pérez (* 2002), kubanische Sprinterin
- Enzo Pérez (Fußballspieler, 1986) (Enzo Nicolás Pérez; * 1986), argentinischer Fußballspieler
- Enzo Pérez (Fußballspieler, 1990) (Enzo Martín Pérez Verdúm; * 1990), uruguayischer Fußballspieler
- Ernesto Pérez Balladares (* 1946), panamaischer Politiker, Staatspräsident 1994 bis 1999
- Enrique Pérez (Ruderer) (1896–1994), spanischer Ruderer
- Enrique Pérez Alvárez (* 1942), uruguayischer Tennisspieler
- Enrique Pérez Cassarino (* 1967), uruguayischer Tennisspieler
- Enrique Pérez Díaz (1938–2021), spanischer Fußballspieler, siehe Pachín
- Enrique Pérez Lavado (* 1951), venezolanischer Priester, Bischof von Maturín
- Enrique Pérez Serantes (1883–1968), kubanischer Geistlicher, Erzbischof von Santiago de Cuba
- Enrique López Pérez (* 1991), spanischer Tennisspieler
- Ernesto Pérez (* 1970), spanischer Judoka
- Eros Pérez (* 1976), chilenischer Fußballspieler
- Evaristo Pérez (* 1969), Schweizer Jazzmusiker
- Evaristo Pérez de Castro Brito (1778–1848), spanischer Politiker

### F
- Federico Pérez (Fußballspieler, 1986) (Federico Pérez Silvera; * 1986), uruguayischer Fußballspieler
- Federico Pérez (Fußballspieler, 1994) (Federico Pérez Méndez; * 1994), uruguayischer Fußballspieler
- Felipe Pérez Roque (* 1965), kubanischer Politiker
- Félix Pérez (* 1951), venezolanischer Leichtathlet
- Felix Perez Camacho (* 1957), US-amerikanischer Politiker (Guam)
- Félix Manuel Pérez Miyares (1936–2024), spanischer Politiker (UCD)
- Fernán Pérez de Guzmán (um 1377–um 1460), spanischer Schriftsteller
- Fernán Pérez de Oliva (1497–um 1533), spanischer Dramatiker und Moralphilosoph
- Fernando Pérez (Regisseur) (* 1944), kubanischer Filmregisseur
- Fernando Pérez (Fußballspieler) (* 1962), chilenischer Fußballspieler
- Fernando Pérez (Softwareentwickler), kolumbianischer Physiker, Softwareentwickler und Verfechter freier Software
- Fernando Pérez Pascal (* 1964), mexikanischer Tennisspieler
- Fernando Pérez Royo (* 1943), spanischer Politiker
- Florbel Pérez (* 1928), uruguayischer Schwimmer
- Florencia Pérez Padilla (1918–2000), Künstlername Rosario, spanische Flamencotänzerin; siehe Rosario (Tänzerin)
- Florentino Pérez (* 1947), spanischer Unternehmer
- Francisco Pérez (Fußballspieler) (Vicente Francisco Pérez), argentinischer Fußballspieler
- Francisco Pérez (Radsportler, 1934) (1934–2024), uruguayischer Radrennfahrer
- Francisco Pérez (Radsportler, 1978) (* 1978), spanischer Radrennfahrer
- Francisco Pérez González (Unternehmer) (um 1926–2010), argentinischer Herausgeber und Medienunternehmer
- Francisco Pérez González (Erzbischof) (* 1947), spanischer Geistlicher, Erzbischof von Pamplona y Tudela
- Francisco Rivera Pérez (1948–1984), spanischer Torero
- Francisco Javier Acero Pérez (* 1973), spanisch-mexikanischer Ordensgeistlicher, Weihbischof in Mexiko-Stadt
- Francisco José Pérez y Fernández-Golfín (1931–2004), spanischer Geistlicher, Bischof von Getafe
- Freddy Pérez (1988–2010), venezolanischer Apnoetaucher
- Frédéric Perez (* 1961), französischer Handballspieler
- Fredy Pérez (* 1994), guatemaltekischer Fußballspieler

### G
- Gabriel Pérez (* 1964), argentinischer Jazzmusiker und Komponist
- Gabriel Pérez (Fußballspieler) (* 1995), uruguayischer Fußballspieler
- Gabriela Pérez del Solar (* 1968), peruanische Volleyballspielerin und Politikerin
- Génesis Pérez (* 2005), costa-ricanische Fußballtorhüterin
- George Pérez (1954–2022), US-amerikanischer Comiczeichner und -autor
- Georgina García Pérez (* 1992), spanische Tennisspielerin
- Germán Toro Pérez (* 1964), kolumbianischer Komponist und Musikpädagoge
- Gerson Pérez, guatemaltekischer Radrennfahrer
- Gigi Perez (* 2000), US-amerikanische Singer-Songwriterin
- Ginés Pérez de Hita (1544–1619), spanischer Schriftsteller
- Giovanni Pérez (Boxer) (* 1964), guatemaltekischer Boxer
- Giovanni Pérez (Fußballspieler) (* 1974), venezolanischer Fußballspieler
- Giovanni Pérez Rodríguez (* 1984), spanischer Fußballspiele
- Gladys Pérez, dominikanische Sängerin (Sopran) und Musikpädagogin
- Gonzalo Pérez de Vargas (* 1991), spanischer Handballspieler
- Graciela Grillo Pérez (Graciela Pérez Gutierrez; 1915–2010), kubanische Sängerin
- Gregorio Pérez (Fußballspieler) (* 1948), uruguayischer Fußballspieler und -trainer
- Gregorio Pérez Companc (1934–2024), argentinischer Unternehmer
- Gregorio Pérez Demaría (1853–1913), spanischer Bergführer
- Guadalupe Pérez Rojas (* 1994), argentinische Tennisspielerin
- Guillermo Pérez (* 1979), mexikanischer Taekwondoin
- Guillermo Pérez Roldán (* 1969), argentinischer Tennisspieler
- Gustavo Pérez (1935–2012), uruguayischer Ruderer
- Guzmán Enrique Alvarez Pérez (1910–2004), spanischer Romanist, Hispanist und Asturianist

### H
- Héctor Pérez (Radsportler) (* 1959), mexikanischer Radsportler
- Héctor Pérez Plazola (1933–2015), mexikanischer Politiker
- Héctor Manuel Rivera Pérez (1933–2019), puerto-ricanischer Geistlicher, Weihbischof in San Juan de Puerto Rico
- Héctor Mario Pérez Villareal (* 1970), mexikanischer Geistlicher, Weihbischof in Mexiko-Stadt
- Héctor Pérez (Baseballspieler) (* 1996), dominikanischer Baseballspieler
- Heriberto Cavazos Pérez (* 1948), mexikanischer Geistlicher, Weihbischof in Monterrey
- Hernán Pérez (* 1989), paraguayischer Fußballspieler
- Hugo Pérez (Fußballspieler, 1963) (* 1963), salvadorianisch-US-amerikanischer Fußballspieler und -trainer
- Hugo Pérez (Fußballspieler, 1968) (* 1968), argentinischer Fußballspieler

### I
- Ignacio Pérez (Fußballspieler, 1934) (1934–2009), kolumbianischer Fußballspieler
- Ignacio Pérez (Leichtathlet) (* 1973), spanischer Hochspringer
- Ignacio Pérez (* 1980), spanischer Fußballspieler, siehe Nacho (Fußballspieler, Juni 1980)
- Ilian Perez (* um 1985), US-amerikanischer Badmintonspieler kubanischer Herkunft
- Iñigo Pérez (* 1988), spanischer Fußballspieler
- Iratxe García Pérez (* 1974), spanische Politikerin (PSOE)
- Isabel Pérez Montalbán (* 1964), spanische Schriftstellerin
- Isidro Perez (1964–2013), mexikanischer Boxer
- Isidoro Perez, US-amerikanischer Schauspieler
- Israel Pérez (* 1978), spanischer Radrennfahrer
- Iván Pérez (Wasserballspieler) (* 1971), kubanisch-spanischer Wasserballspieler
- Iván Pérez (Squashspieler) (* 2000), spanischer Squashspieler
- Iván Pérez (Tennisspieler), kubanischer Tennisspieler
- Iván Sevillano Pérez (* 1974), spanischer Latin-Rock-Musiker, siehe Huecco
- Iván Pérez Muñoz (* 1976), spanischer Fußballspieler
- Izaskun Bengoa Pérez (* 1975), spanische Radrennfahrerin

### J
- Jaime Perez Cubero (* 1932), spanischer Filmarchitekt
- Jairo Pérez (* 1973), kolumbianischer Radrennfahrer
- Javier Díaz Pérez (* 1975), spanischer Handballspieler
- Javier Pérez (Taekwondoin) (* 1996), spanischer Taekwondoin
- Javier Pérez de Cuéllar (1920–2020), peruanischer Politiker, UN-Generalsekretär
- Javier Pérez Garrido (* 1985), spanischer Komponist und Dirigent im Bereich der Blasmusik
- Jean Pérez (1833–1914), französischer Insektenkundler
- Jean-Claude Perez (* 1964), französischer Politiker
- Jeanne Pérez (1894–1975), französische Schauspielerin
- Jefferson Pérez (* 1974), ecuadorianischer Geher
- Jesse Perez (* 1997), südafrikanischer Leichtathlet
- Jesse J. Perez (* 1977), US-amerikanischer Schauspieler und Choreograf
- Jesús Pérez (* 1984), venezolanischer Radrennfahrer
- Jesús Gervasio Pérez Rodríguez (1936–2021), spanischer Geistlicher, Erzbischof von Sucre
- Jizchok Leib Perez (auch Isaac/Isaak/Itzhok Leib Perez/Peretz) (1851–1915), polnischer Schriftsteller
- Joaquín Pérez (Reiter) (1936–2011), mexikanischer Springreiter
- Joaquín Pérez (Ruderer) (1937–2023), kubanischer Ruderer
- John Pérez (* 1969), US-amerikanischer Politiker
- John Wilmar Pérez (* 1970), kolumbianischer Fußballspieler
- Jordan Pérez (* 1986), gibraltarischer Fußballspieler
- Jorge Pérez (Radsportler, 1951) (Jorge Antonio Pérez Castro; * 1951), kubanischer Radrennfahrer
- Jorge Pérez (Fußballspieler, 1965) (Jorge Luis Pérez Vega, * 1965), chilenischer Fußballspieler
- Jorge Pérez (Fußballspieler, 1975) (Jorge Pérez Saénz, * 1975), spanischer Fußballspieler
- Jorge Pérez (Schiedsrichter) (Jorge Antonio Pérez Durán, * 1980), mexikanischer Fußballschiedsrichter
- Jorge Pérez (Radsportler, 1985) (* 1985), dominikanischer Radrennfahrer
- Jorge Pérez (Kampfsportler), dominikanischer Karateka
- Jorge Pérez (Eishockeyspieler) (* 1998), mexikanischer Eishockeyspieler
- Jorge Pérez Tedesco, argentinischer Cellist
- Jorge Pérez Vento (* 1947), kubanischer Volleyballspieler
- José Pérez (Fußballspieler, 1897) (1897–1920), uruguayischer Fußballspieler
- José Pérez (Fußballspieler, II) (Forneret), spanischer Fußballspieler
- José Pérez (Fußballspieler, III), argentinischer Fußballspieler
- José Pérez (Fußballspieler, 1912) (José Pérez Figueiras; 1912–1986), argentinischer Fußballspieler und -trainer
- José Pérez (Schauspieler) (* 1940), US-amerikanischer Schauspieler
- José Pérez (Fußballspieler, V), uruguayischer Fußballspieler
- Jose Perez (Fußballspieler, 1970) (* 1970), spanischer Fußballspieler
- José Pérez (Fußballspieler, 1999) (José Alberto Pérez Oquendo; * 1999), kubanischer Fußballspieler
- José Pérez Bach (* 1983), uruguayischer Fußballspieler
- José Pérez Francés (1936–2021), spanischer Radrennfahrer
- José Pérez García (* 1909), spanischer Fußballspieler
- José Pérez Mier (* 1928), mexikanischer Moderner Fünfkämpfer und Fechter
- José Pérez Pérez (Bildhauer) (Peresejo; 1887–1978), spanischer Bildhauer
- José Pérez Pérez (Fußballspieler) (1894–1968), spanischer Fußballspieler
- José Pérez Pérez (Offizier) (* 1963), spanischer Offizier
- José Pérez Reyes (* 1975), dominikanischer Boxer
- José Pérez Serer (* 1966), spanischer Fußballspieler
- José Alberto Pérez (* 1947), argentinischer Fußballspieler
- José Antonio Pérez Sánchez (1947–2020), mexikanischer Ordensgeistlicher
- José de Jesús María Uriarte y Pérez (1824–1887), mexikanischer Geistlicher, Bischof von Sinaloa
- José Joaquín Pérez (1801–1889), chilenischer Politiker
- José Joaquín Pérez (Schriftsteller) (1845–1900), dominikanischer Schriftsteller
- José Juan Pérez Otero, puerto-ricanischer Fußballspieler
- José Luis Pérez (Maskenbildner), Maskenbildner
- José Luis Pérez (Leichtathlet), uruguayischer Leichtathlet
- José Luis Pérez Caminero (* 1967), spanischer Fußballspieler, siehe José Luis Caminero
- José Luis Pérez Sosa (* 1987), guatemaltekischer Fußballspieler
- José Luis del Palacio y Pérez-Medel (* 1950), spanischer Geistlicher, Bischof von Callao
- José Luján Pérez (1756–1815), spanischer Bildhauer
- José Manuel Pérez (* 1973), spanischer Hammerwerfer
- José María Pérez Gay (1943–2013), mexikanischer Schriftsteller
- José Mazuelos Pérez (* 1960), spanischer Geistlicher, Bischof der Kanarischen Inseln
- José Ramiro Pérez Llano, bolivianischer Fußballspieler
- José Ramón Navarro Pérez (* 1971), spanischer Biathlet
- José Ricardo Pérez (* 1963), kolumbianischer Fußballspieler und -trainer
- José Roque Pérez (1815–1871), argentinischer Jurist
- José Roquez Pérez (* 1971), kubanischer Hürdenläufer
- José Trinidad Medel Pérez (1928–2017), mexikanischer Geistlicher, Erzbischof von Durango
- Joseph Pérez (1931–2020), französischer Historiker
- Joshua Pérez (* 1998), salvadorianischer Fußballspieler
- Juan Pérez, bekannt als Juancho Pérez (* 1974), spanischer Handballspieler
- Juan Perez (Rennfahrer) (auch JC Perez; * 1988), kolumbianischer Automobilrennfahrer
- Juan Pérez (Tischtennisspieler) (* 2002), spanischer Tischtennisspieler
- Juan Pérez (Radsportler) (1932–?), chilenischer Radrennfahrer
- Juan Pérez Pérez († 2013), kubanischer Baseballspieler
- Juan Pérez de Pineda († 1567), spanischer evangelischer Theologe
- Juan Andrés Pérez (* 1975), uruguayischer Rugby-Union-Spieler
- Juan Antonio Pérez (Leichtathlet) (* 1988), spanischer Langstreckenläufer
- Juan Antonio Pérez Bonalde (1846–1892), venezolanischer Dichter
- Juan Antonio Pérez Mayo (1907–1936), spanischer Ordensgeistlicher, Missionar und Märtyrer
- Juan Antonio Ugarte Pérez (* 1938), peruanischer Priester, Erzbischof von Cuzco
- Juan Armando Pérez Talamantes (* 1970), mexikanischer Geistlicher, Weihbischof in Monterrey
- Juan Carlos Pérez López (Fußballspieler, 1945) (1945–2012), spanischer Fußballspieler
- Juan Carlos Pérez López (* 1990), spanischer Fußballspieler, siehe Juan Carlos (Fußballspieler, 1990)
- Juan de Dios Perez (* 1980), panamaischer Fußballspieler
- Juan Ginés Pérez (um 1548–1612), spanischer Kapellmeister und Komponist
- Juan José Pérez, argentinischer Fußballspieler
- Juan José Pérez Hernández (1725–1775), spanischer Entdecker
- Juan José Pérez Herrera (* 1985), salvadorianischer Fußballspieler
- Juan José Pérez Muro (* 1985), peruanischer Fußballspieler
- Juan José Pérez Ortega (Fußballspieler, 1984) (* 1984), kolumbianischer Fußballspieler
- Juan José Pérez Ortega (Fußballspieler, 1988) (* 1988), kolumbianischer Fußballspieler
- Juan Luis Pérez (* 1999), nicaraguanischer Fußballspieler
- Juan Marrero Pérez (Hilario; 1905–1989), spanischer Fußballspieler und -trainer
- Juan Polo Pérez (* 1963), kolumbianischer Boxer
- Juan Vicente Pérez Mora (1909–2024), venezolanischer Supercentenarian
- Juancho Pérez (* 1974), spanischer Handballspieler
- Julia Perez (1980–2017), indonesische Dangdut-Sängerin und Schauspielerin
- Julio Pérez (1926–2002), uruguayischer Fußballspieler
- Julio Pérez Cuapio (1977), mexikanischer Radrennfahrer
- Justina Lavrenovaitė-Perez (* 1984), litauische Fußballschiedsrichterin
- Justo Pérez de Urbel (1895–1979), spanischer Benediktinermönch und Abt

### K
- Karina Pérez (* 1982), mexikanische Marathonläuferin
- Keily Pérez (* 2001), kubanische Hürdenläuferin
- Kenneth Perez (* 1974), dänischer Fußballspieler

### L
- Ladislao Pérez, uruguayischer Fußballspieler
- Laura Ruiz Pérez (* 2004), spanische Radrennfahrerin
- Laurent Perez del Mar (* 1974), französischer Filmkomponist
- Laury Perez (* 2003), französische BMX-Freestyle-Fahrerin
- Lázaro Pérez Jiménez (1943–2009), mexikanischer Geistlicher, römisch-katholischer Bischof von Celaya
- Leander Perez (1891–1969), US-amerikanischer Bezirksrichter und -Staatsanwalt sowie Politiker der Demokratischen Partei
- Leandro Pérez (* 2001), argentinischer Mittelstreckenläufer
- Leandro Tomaz Perez (* 1979), brasilianischer Fußballspieler
- Leyanis Pérez (* 2002), kubanische Dreispringerin
- Lia Perez (* 1982), deutsche Schauspielerin
- Lourdes Guerra Pérez (* 1990), spanische Handballspielerin
- Lucas Pérez (* 1988), spanischer Fußballspieler
- Lucciana Pérez Alarcón (* 2005), peruanische Tennisspielerin
- Lucía Pérez (* 1985), spanische Sängerin
- Lucía Ruiz Pérez (* 2004), spanische Radrennfahrerin
- Lucrecia Pérez Sáez, kubanische Sängerin, siehe Lucrecia (Sängerin)

- Luis Pérez (Dichter), argentinischer Dichter
- Luis Pérez (Boxer, 1973) (* 1973), puerto-ricanischer Boxer
- Luis Pérez (Fußballspieler, 1964) (* 1964), chilenischer Fußballspieler und -trainer
- Luis Pérez (Fußballspieler, 1995) (* 1995), spanischer Fußballspieler
- Luis Pérez (Sportschütze), uruguayischer Sportschütze
- Luis Pérez Chete (* 1970), guatemaltekischer Tennisspieler
- Luis Pérez González (1906–1963), mexikanischer Fußballspieler
- Luis Pérez Hernández (1894–1959), kolumbianischer römisch-katholischer Ordensgeistlicher, Bischof von Cúcuta
- Luis Pérez Raygosa (* 1973), mexikanischer Geistlicher, Weihbischof in Mexiko-Stadt
- Luis Pérez Rodríguez (* 1974), spanischer Radrennfahrer
- Luis Pérez Romero (* 1980), spanischer Radrennfahrer
- Luis Pérez-Sala (* 1959), spanischer Rennfahrer
- Luis Alberto Pérez (Boxer) (* 1968), nicaraguanischer Boxer
- Luis Alberto Pérez Luz, uruguayischer Fußballspieler
- Luis Alberto Pérez Rionda (* 1969), kubanischer Leichtathlet
- Luís Alonso Pérez (1922–1972), brasilianischer Fußballtrainer
- Luis Amado Pérez (* 1990), spanischer Kanute
- Luis Eduardo Pérez (1774–1841), uruguayischer Politiker, Präsident 1830
- Luis Ernesto Pérez (* 1981), mexikanischer Fußballspieler
- Luis Fernando Pérez (* 1977), klassischer spanischer Pianist
- Luis Fernando Ramos Pérez (* 1959), chilenischer Geistlicher, Erzbischof von Puerto Montt
- Luis José Pérez Charris (* 1981), kolumbianischer Fußballspieler
- Luis María Pérez de Onraita (1933–2015), spanischer Geistlicher, Erzbischof von Malanje
- Luíz Eugênio Pérez (1928–2012), brasilianischer Geistlicher, Bischof von Jaboticabal
- Lukmil Pérez (* 1970), kubanischer Jazzmusiker

### M
- Macarena Pérez (* 1996), chilenische BMX-Freestyle-Fahrerin
- Madaí Pérez (* 1980), mexikanische Marathonläuferin
- Manny Pérez (* 1969), dominikanisch-US-amerikanischer Schauspieler
- Manuel Pérez (Politiker) (1800–1845), nicaraguanischer Politiker, Präsident 1845
- Manuel Perez (Gitarrist) (* um 1835), spanischer Gitarrist
- Manuel Perez (Musiker) (1871–1946), amerikanischer Jazz-Trompeter und Bandleader
- Manuel Perez (Cartoonist) (Manny Perez), Cartoonist
- Manuel Perez (Fußballspieler) (* 1991), französischer Fußballspieler
- Manuel Pérez (Fußballspieler) (* 1980), mexikanischer Fußballspieler
- Manuel Perez (Boxer) (* 1984), mexikanischer Boxer
- Manuel Pérez Brunicardi (* 1978), spanischer Skibergsteiger
- Manuel Pérez y Curis (1884–1920), uruguayischer Schriftsteller
- Manuel Pérez-Guerrero (1911–1985), venezolanischer Diplomat und Politiker
- Manuel Pérez-Gil y González (1921–1996), mexikanischer Geistlicher, Erzbischof von Tlalnepantla
- Manuel Pérez Martínez (1943–1998), spanischer Guerilla-Führer
- Manuel Pérez Mateos (* 2004), spanischer Handballspieler
- Manuel Pérez Treviño (1890–1945), mexikanischer Diplomat
- Manuel Benítez Pérez, genannt El Cordobés (* 1936), spanischer Stierkämpfer
- Manuel Enrique Pérez Díaz (1911–1984), venezolanischer Gitarrist, Komponist und Musikpädagoge
- Manuel Prado Pérez-Rosas (1923–2011), peruanischer Ordensgeistlicher, Erzbischof von Trujillo
- Marcelino Pérez (Fußballspieler, 1912), ehemaliger uruguayischer Fußballspieler
- Marcelino Pérez (Fußballspieler, 1955), ehemaliger spanischer Fußballspieler und -trainer
- Marcelino García Pérez (1937–2020), spanischer Fußballspieler
- Marcelo Pérez (Fußballspieler) (Marcelo de la Cruz Pérez Mosqueira, * 2001), paraguayischer Fußballspieler
- Marcelo Pérez (Leichtathlet) (Marcelo Arturo Pérez, * 2004), bolivianischer Sprinter
- Marco Pérez (* 1978), spanisch-liechtensteinischer Fußballspieler
- Marco Pérez Caicedo (* 1967), ecuadorianischer Priester, Bischof von Babahoyo
- Marco Iván Pérez (* 1987), mexikanischer Fußballspieler
- Marcos Pérez (1527–1572), Schweizer Unternehmer
- Marcos Pérez Jiménez (1914–2001), venezolanischer Politiker, Präsident 1952 bis 1958
- María Pérez (Schwimmerin) (* 1962), venezolanische Schwimmerin
- Maria Pérez (Handballspielerin) (María Isabel Pérez Montes; * 1987), kolumbianische Handballspielerin
- María Pérez (Judoka) (* 1989), puerto-ricanische Judoka
- María Pérez (Fußballspielerin, 1992) (* 1992), kubanische Fußballspielerin
- María Pérez García (* 1996), spanische Geherin
- María Pérez Rabaza (* 2001), spanische Fußballspielerin
- María Felicia Pérez (* 1951), kubanische Chorleiterin und Musikpädagogin
- María Irigoyen Pérez (* 1952), spanische Politikerin
- María Isabel Pérez (* 1993), spanische Leichtathletin
- María José Pérez (Fußballspielerin) (* 1984), spanische Fußballspielerin
- María José Pérez (Volleyballspielerin) (* 1988), venezolanische Volleyballspielerin
- María José Pérez (Leichtathletin) (* 1992), spanische Hindernisläuferin
- Mariana Pérez (* 1996), dominikanische Sprinterin
- Mariano Ospina Pérez (1891–1976), kolumbianischer Politiker, Präsident 1946 bis 1950
- Marie Gluesenkamp Perez (* 1988), US-amerikanische Politikerin der Demokratischen Partei
- Mario Pérez (Leichtathlet) (* 1939), mexikanischer Langstreckenläufer
- Mario Pérez (Künstler) (* 1943), kubanischer Künstler
- Mario Pérez Guadarrama (* 1946), mexikanischer Fußballspieler
- Mario Pérez Rodríguez (El Flaco; * 1936), costa-ricanischer Fußballtorwart
- Mario Pérez Saldivar (* 1939), mexikanischer Leichtathlet
- Mario Pérez Zúñiga (* 1982), mexikanischer Fußballspieler
- Mario Díaz Pérez (* 1960), mexikanischer Fußballspieler
- Mario Gaspar Pérez Martínez (* 1990), spanischer Fußballspieler, siehe Mario Gaspar
- Mario Placencia Pérez (El Flaco; 1927–um 1985), mexikanischer Fußballspieler
- Maritza Pérez Cárdenas (* 1967), kubanische Judoka
- Marlon Pérez (1976–2024), kolumbianischer Radrennfahrer
- Marta Pérez (Sängerin) (1924–2009), kubanische Sängerin (Mezzosopran)
- Marta Pérez (Leichtathletin) (* 1993), spanische Mittelstreckenläuferin
- Marta Arjona Pérez (1923–2006), kubanische Bildhauerin und Kulturmanagerin
- Marta Ortega Pérez (* 1984), spanische Industriemanagerin
- Martín Pablo Pérez Scremini (* 1949), uruguayischer Geistlicher, Bischof von Florida
- Matías Pérez (Fußballspieler, 1985) (* 1985), uruguayischer Fußballspieler
- Matías Pérez (Fußballspieler, 1999) (* 1999), argentinischer Fußballspieler
- Matías Pérez García (* 1984), argentinischer Fußballspieler
- Matteo Pérez (1547–um 1616), italienischer Maler und Kupferstecher
- Matteo Pérez Vinlöf (* 2005), schwedischer Fußballspieler
- Max Pérez (* 1986), mexikanischer Fußballspieler
- Maximiliano Pérez (Fußballspieler, 1986) (Maximiliano Daniel Pérez Tambasco; * 1986), argentinisch-uruguayischer Fußballspieler
- Maximiliano Pérez (Fußballspieler, 1995) (Elbio Maximiliano Pérez Azambuya; * 1995), uruguayischer Fußballspieler
- Melina Perez (* 1979), mexikanisch-US-amerikanische Wrestlerin
- Melina Perez (Basketballspielerin) (* 1989), paraguayische Basketballspielerin
- Michael Pérez (* 1993), mexikanischer Fußballspieler
- Michel Perez (* 1946), französischer Jazzmusiker

- Miguel Pérez (Filmemacher) (* 1943), argentinischer Filmeditor und Regisseur
- Miguel Mauricio Ramírez Pérez (* 1970), chilenischer Fußballspieler, siehe Miguel Ramírez
- Miguel Pérez (Musiker) (1960–2024), spanischer Musiker
- Miguel Pérez (Leichtathlet) (* 1971), argentinischer Hürdenläufer
- Miguel Pérez (Radsportler, 1934) (* 1934), mexikanischer Radrennfahrer
- Miguel Pérez (Radsportler, 1980) (* 1980), guatemaltekischer Radrennfahrer
- Miguel Pérez Laparra (* 1980), guatemaltekischer Radrennfahrer
- Miguel Alfonso Pérez Aracil (* 1980), spanischer Fußballspieler
- Miguel Ángel García Pérez-Roldán (* 1981), spanischer Fußballspieler
- Mika Pérez (* 1999), spanischer Motorradrennfahrer
- Mike Perez (* 1985), kubanischer Boxer
- Milena Pérez (* 1989), kubanische Leichtathletin

### N
- Nahuel Pérez Biscayart (* 1986), argentinischer Film- und Fernsehschauspieler
- Nehuén Pérez (* 2000), argentinischer Fußballspieler
- Nelson Jesus Perez (* 1961), US-amerikanischer Geistlicher, Erzbischof von Philadelphia
- Nicola Pérez (* 1990), uruguayischer Fußballspieler
- Nicolás González y Pérez (1869–1935), spanischer katholischer Bischof
- Nicole Pérez (* 2001), mexikanische Fußballspielerin
- Nona Pérez (* 2003), spanische Wasserballspielerin

### O
- Olaya Pérez Pazo (* 1983), venezolanische Beachvolleyballspielerin und Volleyballspielerin
- Olivier Perez (* 1978), Schweizer Schauspieler
- Omar Pérez (Fußballspieler, I), uruguayischer Fußballspieler
- Omar Pérez (Fußballspieler, 1976) (* 1976), uruguayischer Fußballspieler
- Omar Pérez (Fußballspieler, 1981) (* 1981), argentinischer Fußballspieler
- Óscar Pérez Bovela (* 1981), spanischer Fußballspieler
- Óscar Pérez Cattáneo (* 1922), argentinischer Basketballspieler
- Óscar Pérez Rojas (* 1973), mexikanischer Fußballtorwart
- Óscar Pérez Solís (1882–1951), spanischer Militär, Journalist, Politiker und Parteigründer
- Óscar Alberto Pérez (1981–2018), venezolanischer Polizist und Guerillakämpfer
- Oscar García Pérez (* 1966), kubanischer Fechter
- Otto Pérez Molina (* 1950), guatemaltekischer General und Politiker

### P
- Pablo Modesto González Pérez (* 1959), venezolanischer Geistlicher, Bischof von Guasdualito
- Pablo Román Pérez Torres (* 1964), uruguayischer Übersetzer und Dolmetscher
- Paco Pérez (1917–1951), guatemaltekischer Sänger, Gitarrist und Komponist
- Paola Pérez (Leichtathletin) (* 1989), ecuadorianische Leichtathletin
- Paola Pérez (Schwimmerin) (* 1991), venezolanische Schwimmerin
- Pascual Pérez (1926–1977), argentinischer Boxer
- Patricia Pérez (Badminton) (* 1976), spanische Badmintonspielerin
- Patricia Pérez (Fußballspielerin) (* 1979), mexikanische Fußballspielerin
- Patricia Pérez (Rhythmische Sportgymnastin) (* 2004), spanische Rhythmische Sportgymnastin
- Paul Perez (* 1986), samoanischer Rugby-Union-Spieler
- Pável Pérez (* 1998), mexikanischer Fußballspieler
- Pedro Pérez (Pedro Pérez Dueñas; 1952–2018), kubanischer Dreispringer
- Pedro Avilés Pérez († 1978), mexikanischer Drogenboss
- Pedro J. Pérez, spanischer Chemiker
- Pedro Pablo Pérez (Pedro Pablo Pérez Márquez; * 1977), kubanischer Radrennfahrer
- Pedro Pérez Ontiveros (* 1952), spanischer Fusionmusiker und Komponist, siehe Pedro Ontiveros
- Priscila Pérez (* 1992), mexikanische Fußballschiedsrichterin

### R
- Rafael Pérez Botija (* 1949), spanischer Komponist und Arrangeur
- Rafael Pérez Pareja (1836–1897), ecuadorianischer Politiker
- Rafael Senet Pérez (1856–1926), spanischer Maler
- Rafael Ángel Pérez Cordoba (1946–2019), costa-ricanischer Langstreckenläufer
- Ramón Pérez de Ayala (1880–1962), spanischer Schriftsteller, Journalist und Diplomat
- Ramón Ovidio Pérez Morales (* 1932), venezolanischer Geistlicher, Erzbischof von Los Teques
- Ramón Pérez (Fußballspieler) (* 1963), chilenischer Fußballspieler
- Ramona Pérez, US-amerikanische Anthropologin
- Raúl Pérez (Fußballspieler) (1915–1967), chilenischer Fußballspieler
- Raúl Pérez (* 1967), mexikanischer Boxer
- René Pérez, mexikanischer Fußballspieler
- Rene Perez (Filmregisseur), Regisseur und Drehbuchautor
- Ricardo Pérez (Fußballspieler, 1973) (El Gato) (* 1973), kolumbianischer Fußballspieler
- Ricardo Pérez (Fußballspieler, Uruguay) (Cacharpa), uruguayischer Fußballspieler
- Ricardo Pérez Flores (Snoopy; * 1958), mexikanischer Fußballspieler
- Ricardo Pérez de Lara (* 1975), mexikanischer Rennfahrer
- Ricardo Pérez Godoy (1905–1982), peruanischer Militär und Politiker
- Ricardo Pérez-Marco (* 1967), spanisch-französischer Mathematiker
- Ricardo Pérez de Zabalza (Richi; * 1977), spanischer Fußballspieler
- Ricardo Sáenz de Ynestrillas Pérez (* 1965), spanischer Politiker (Falange)
- Richard Pérez (Fußballspieler) (* 1973), uruguayischer Fußballspieler
- Richard Pérez-Peña (* 1963), kubanischer Journalist
- Richer Pérez (* 1986), kubanischer Marathonläufer
- Robert Pérez (* 1968), uruguayischer Fußballtrainer
- Roberto Pérez (Fußballspieler) (1960–2024), bolivianischer Fußballspieler
- Roberto Pérez (Baseballspieler) (* 1988), puerto-ricanischer Baseballspieler
- Roberto Pérez (Schiedsrichter) (* 1991), peruanischer Fußballschiedsrichter
- Roberto Antonio Pérez Herrera (1956–2025), dominikanischer Merengue-Sänger, siehe Rubby Pérez
- Rodrigo Pérez (American football) (* 1980), mexikanischer American-Football-Trainer
- Rodrigo Pérez (Fußballspieler) (* 1973), chilenischer Fußballspieler und -trainer
- Rodrigo Pérez-Alonso González (* 1978), mexikanischer Politiker
- Rodrigo Pérez Mackenna (* 1960), chilenischer Politiker
- Rolando Antonio Pérez Fernández (* 1947), kubanischer Musikwissenschaftler und Cellist
- Rosie Perez (* 1964), US-amerikanische Schauspielerin
- Roxanne Perez (* 2001), US-amerikanische Wrestlerin
- Rubby Pérez (1956–2025), dominikanischer Sänger
- Rubén Pérez (Fußballspieler, März 1980) (Rubén Pérez Mínguez; * 1980), spanischer Fußballspieler
- Rubén Pérez (Fußballspieler, August 1980) (Rubén Pérez Chueca; * 1980), spanischer Fußballspieler
- Rubén Pérez (Radsportler) (Rubén Pérez Moreno; * 1981), spanischer Radrennfahrer
- Rubén Pérez (Fußballspieler, 1988) (Rubén Pérez Ortega; * 1988), spanischer Fußballspieler
- Rubén Pérez (Fußballspieler, 1989) (Rubén Pérez del Mármol; * 1989), spanischer Fußballspieler

### S
- Sabeth Pérez (* 1992), deutsch-argentinische Jazzmusikerin
- Salvador Martínez Pérez (1933–2019), mexikanischer Geistlicher, Bischof von Huejutla
- Samuel Pérez (* 1952), puerto-ricanischer Pianist
- Santiago Pérez (Leichtathlet) (* 1972), spanischer Leichtathlet
- Santiago Pérez (Radsportler) (* 1977), spanischer Radsportler
- Santiago Pérez de Manosalbas (1830–1900), kolumbianischer Jurist, Journalist, Diplomat und Politiker, Präsident 1874 bis 1876
- Sara Pérez Sala (* 1988), spanische Schwimmerin und Triathletin
- Saviniano Pérez (1907–1985), uruguayischer Politiker
- Sebastián Pérez (Fußballspieler, 1989) (Sebastián Pérez Casada; * 1989), uruguayischer Fußballspieler
- Sebastián Pérez Cardona (* 1993), kolumbianischer Fußballspieler
- Sebastián Pérez Kirby (* 1990), chilenischer Fußballspieler
- Sebastián Pérez Ortiz (* 1965), spanischer Politiker (PP)
- Sébastien Pérez (* 1973), französischer Fußball- und Beachsoccerspieler
- Selena Quintanilla-Pérez (1971–1995), mexikanisch-US-amerikanische Sängerin
- Sergio Pérez (* 1990), mexikanischer Automobilrennfahrer
- Sergio Pérez (Baseballspieler) (* 1984), US-amerikanischer Baseballspieler
- Sergio Pérez (Fußballspieler, 1988) (* 1988), uruguayischer Fußballspieler
- Sergio Pérez (Fußballspieler, 1993) (* 1993), spanischer Fußballspieler
- Sergio Hernán Pérez de Arce Arriagada (* 1963), chilenischer Ordensgeistlicher, Erzbischof von Concepción
- Sergio Pérez Moya (* 1986), mexikanischer Fußballspieler
- Sergio Pérez Pérez (* 1984), spanischer Tennisspieler
- Sheila Mae Pérez (* 1985), philippinische Wasserspringerin
- Sílvia Pérez Cruz (* 1983), spanische Weltmusik-Künstlerin
- Silverio Perez (1915–2006), mexikanischer Stierkämpfer
- Susana Solís Pérez (* 1971), spanische Politikerin

### T
- Taylor Zakhar Perez (* 1991), US-amerikanischer Schauspieler
- Teresa Pérez Frangie (* 1946), dominikanische Sängerin (Sopran)
- Tom Perez (Thomas Edward Perez; * 1961), amerikanischer Politiker (Demokratische Partei)
- Tony Pérez (* 1942), kubanischer Baseballspieler
- Trinidad Pérez Blanco (1937–2009), Künstlername Trini España, spanische Flamenco-Tänzerin
- Tulio Omar Pérez Rivera (* 1977), guatemaltekischer römisch-katholischer Geistlicher, Weihbischof von Santiago de Guatemala
- Tyron Perez (1985–2011), philippinischer Schauspieler

### V
- Veronica Perez (Schiedsrichterin) (* 1979), US-amerikanische Fußballschiedsrichterassistentin
- Veronica Perez (Fußballspielerin) (* 1988), mexikanisch-US-amerikanische Fußballspielerin
- Vicente Pérez (Leichtathlet), mexikanischer Leichtathlet
- Vicente Pérez (Rennfahrer) (* 1997), spanischer Motorradrennfahrer
- Vicente Pérez Herrero, Filmregisseur
- Vicente Pérez Rosales (1807–1886), chilenischer Politiker
- Vicente Francisco Pérez, argentinischer Fußballspieler, siehe Francisco Pérez (Fußballspieler)
- Victor Perez (Boxer, 1911) (1911–1945), tunesischer Boxer
- Victor Pérez (Sänger) (1917–2000), venezolanischer Sänger
- Víctor Pérez (Gewichtheber) (* 1953), kubanischer Gewichtheber
- Victor Pérez (Boxer, 1971) (* 1971), puerto-ricanischer Boxer
- Víctor Pérez (Badminton), puerto-ricanischer Badmintonspieler
- Victor Perez (Golfspieler) (* 1992), französischer Golfspieler
- Victor de la Peña Pérez (1933–2015), spanischer Ordensgeistlicher, Apostolischer Vikar von Requena
- Víctor Rodríguez Pérez (* 1998), spanischer Volleyballspieler
- Victor Manuel Pérez León (* 1971), venezolanischer Tennisspieler
- Víctor Manuel Pérez Rojas (1940–2019), venezolanischer Geistlicher, Bischof von San Fernando de Apure
- Vincent Perez (* 1962), Schweizer Schauspieler und Filmschaffender
- Virginia Pérez-Ratton (1950–2010), costa-ricanische Künstlerin

### W
- Walter Pérez (Leichtathlet) (1924–2009), uruguayischer Leichtathlet
- Walter Pérez (Volleyballspieler), uruguayischer Volleyballspieler
- Walter Pérez (Radsportler) (* 1975), argentinischer Radrennfahrer
- Walter Pérez (Schauspieler) (* 1982), US-amerikanischer Schauspieler
- Walter Pérez Villamonte (1936–2018), bolivianischer Geistlicher, Bischof von Potosí
- William Perez (* 1947), US-amerikanischer Manager
- Wilson Pérez (* 1967), kolumbianischer Fußballspieler

### X
- Xavier Pérez (* 1968), andorranischer Radrennfahrer
- Ximena Martínez de Pérez (* 1941), ecuadorianische Diplomatin

### Y
- Yaimé Pérez (* 1991), kubanische Diskuswerferin
- Yoanka González Pérez (* 1976), kubanische Radrennfahrerin
- Yonnhy Perez (* 1979), kolumbianischer Boxer
- Yunior Pérez (Ruderer) (* 1981), kubanischer Ruderer
- Yunior Pérez (Fußballspieler) (* 2001), kubanischer Fußballspieler